# Mélanie Henique
Mélanie Henique (ur. 22 grudnia 1992 w Amiens) – francuska pływaczka, wicemistrzyni świata i Europy.
Największym sportowym osiągnięciem zawodniczki jest srebrny medal mistrzostw świata w Budapeszcie na dystansie 50 m stylem motylkowym.